# Opsada Jeruzalema (1187.)
Opsada Jeruzalema, vojni sukob u vrijeme križarskih ratova koji je trajao od 20. rujna do 2. listopada 1187. godine, koji je imao za posljedicu predaju grada Jeruzalema Saladinu (1171. - 1193.), sultanu Egipta i Sirije. Iako je grad pao, to nije bio kraj Kraljevstva Jeruzalem, jer je glavni grad bio prvo prebačen u Tir, a potom u Akru.

## Pozadina sukoba
Nakon križarskog poraza u bitci kod Hattina, dana 4. srpnja 1187. godine, muslimanski vladar Saladin krenuo je osvojiti Sveti grad Jeruzalem. Većina kršćanskih vitezova poginula je u bitci kod Hattina ili bila zarobljena, uključujući i jeruzalemskog kralja Gvida Lizinjanskog (1186. - 1192.). U to je vrijeme Jeruzalem bio napučen uglavnom kršćanskim izbjeglicama iz drugih krajeva Svete zemlje s tek 14 vitezova i nešto vojnika, no unatoč tome obranu grada uspio je organizirati plemić Balian od Ibelina, koji je uspio pobijeći iz Rogova Hattina tijekom bitke kod Hattina i vratiti se u Sveti grad te je obećao patrijarhu Herakliju da će braniti grad.

## Opsada grada
Balian je uspio okupiti gradske stražare, strijelce, preostalih nekolicinu vitezova i šezdesetak novih vitezova koje je regurtirao iz redova štitonoša te je počeo pripremati grad se za opsadu od muslimanske vojske. Sakupio je oko 5000-6000 vojnika i čekao Saladina koji je na putu prema Jeruzalemu osvojio Ibelin, Akru, Jafu, Aškelon i ostale tvrđave u Svetoj zemlji. Saladin je došao s 20.000 vojnika pred Jeruzalem 20. rujna i započeo opsadu i napad na grad. Balian je odlično branio grad koji je imao čvrste i gotovo neprobojne zidine. Budući da nije uspijevao probiti gradske zidine, Saladin je promijenio mjesto napada na drugi dio zidina. Tamo je primijetio da je jedan dio zida slabiji nego ostali pa je stoga usmjerio većinu napada na to mjesto. Istovremeno, Balian je očekivao napad na taj dio zidina pa je pripremio obranu. Muslimani su poslali cijelu vojsku u napad na srušeni dio zida. Pošto je uvidjeo da će teško obraniti grad, Balian je otvorio vrata Jeruzalema i predao ga.
Saladin je pokazao milost prema kršćanima te je pustio sve stanovnike mirno izaći iz grada, zajedno s imovinom. Oslobodio je i veći dio zarobljenika koje je uhvatio nakon poraza križarske vojske u bitci kod Hattina, a oslobodio je čak i stare i siromašne koji nisu mogli platiti simboličnu otkupninu. Poštedio je kraljicu Sibilu Jeruzalemsku (1186. - 1190.) i plemkinje te pustio svećenike s njihovom pokretnom imovinom, a naposljetku je odveo u ropstvo otprilike 15.000 ljudi. Ipak, grad je pao mirno i nije izvršen masakr kakav su počinili križari 88 godina ranije, za vrijeme Prvog križarskog rata.
Poslije odlaska križara i kršćanskog stanovništva, sultan Saladin je naredio realno i obredno čišćenje džamije Al-Aksa, srušio križ na krovu, izbacio kršćanske dekoracije te dao posvetiti islamu sva religijska mjesta u gradu. Pad Jeruzalema bio je uzrok Trećeg križarskog rata (1189. - 1192.).